# Le Comtal
Le Comtal est une vaste zone commerciale d'envergure régionale, situé à cheval sur les communes de Sébazac-Concourès et d'Onet-le-Château, à 9 kilomètres au nord du centre-ville de Rodez. Ce pôle représente environ 70 enseignes locales et nationales et se veut être le parc commercial de référence de l'agglomération du Grand Rodez. 
Ce pôle favorise l'arrivée de nouveaux chalands des départements limitrophes, tels que des clients du Lot, du Cantal ou encore de la Lozère qui ne trouvent pas certaines des enseignes présentes ici, dans leurs départements respectifs.

## Historique
Ouvert en 2011 après de nombreuses années d'études, le Comtal reprend les commerces appartenant à l'ancienne zone de L'Eldorado afin de former ce nouveau pôle commercial et d'y attirer de nouvelles enseignes nationales, enseignes qui, sommes toutes, ont vu le jour entre le giratoire du Comtal et la route d'Espalion.

## Enseignes
Quelques enseignes, :
- Mr Bricolage
- E.Leclerc avec galerie marchande de 24 boutiques
- Schmidt
- Mobalpa
- Mazda
- Brico-Dépôt
- Conforama
- Gifi
- Fly
- Darty
- But
- La Halle Enfants
- Décathlon
- Sport 2000
- SFR
- Maisons du Monde

Kiabi
La Grande Récrée
Gémo

## Transports
- Ligne G du réseau Agglobus. Arrêts : Estreniol ou Comtal.